# Opisthotropis spenceri
Opisthotropis spenceri је гмизавац из реда Squamata и фамилије Colubridae.

## Угроженост
Подаци о распрострањености ове врсте су недовољни.

## Распрострањење
Тајланд је једино познато природно станиште врсте.

## Станиште
Врста Opisthotropis spenceri има станиште на копну.